# Atriplex argentea
Atriplex argentea es una especie de planta anual perteneciente a la familia de las amarantáceas. Es nativa del oeste de América del Norte desde el sur de Canadá hasta el norte de México, donde crece en muchos tipos de hábitats, generalmente en suelos con solución salina.

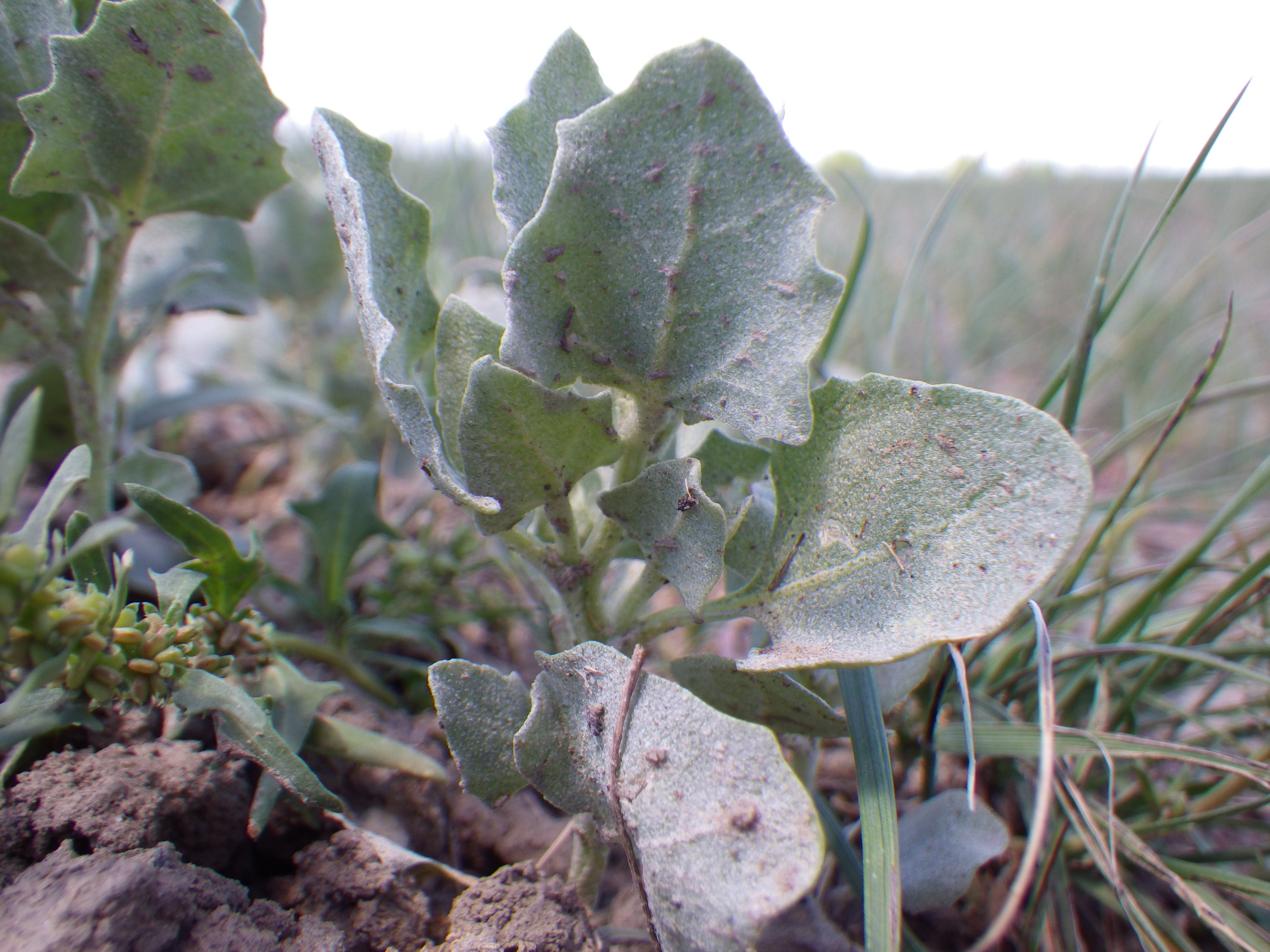
Vista de la planta

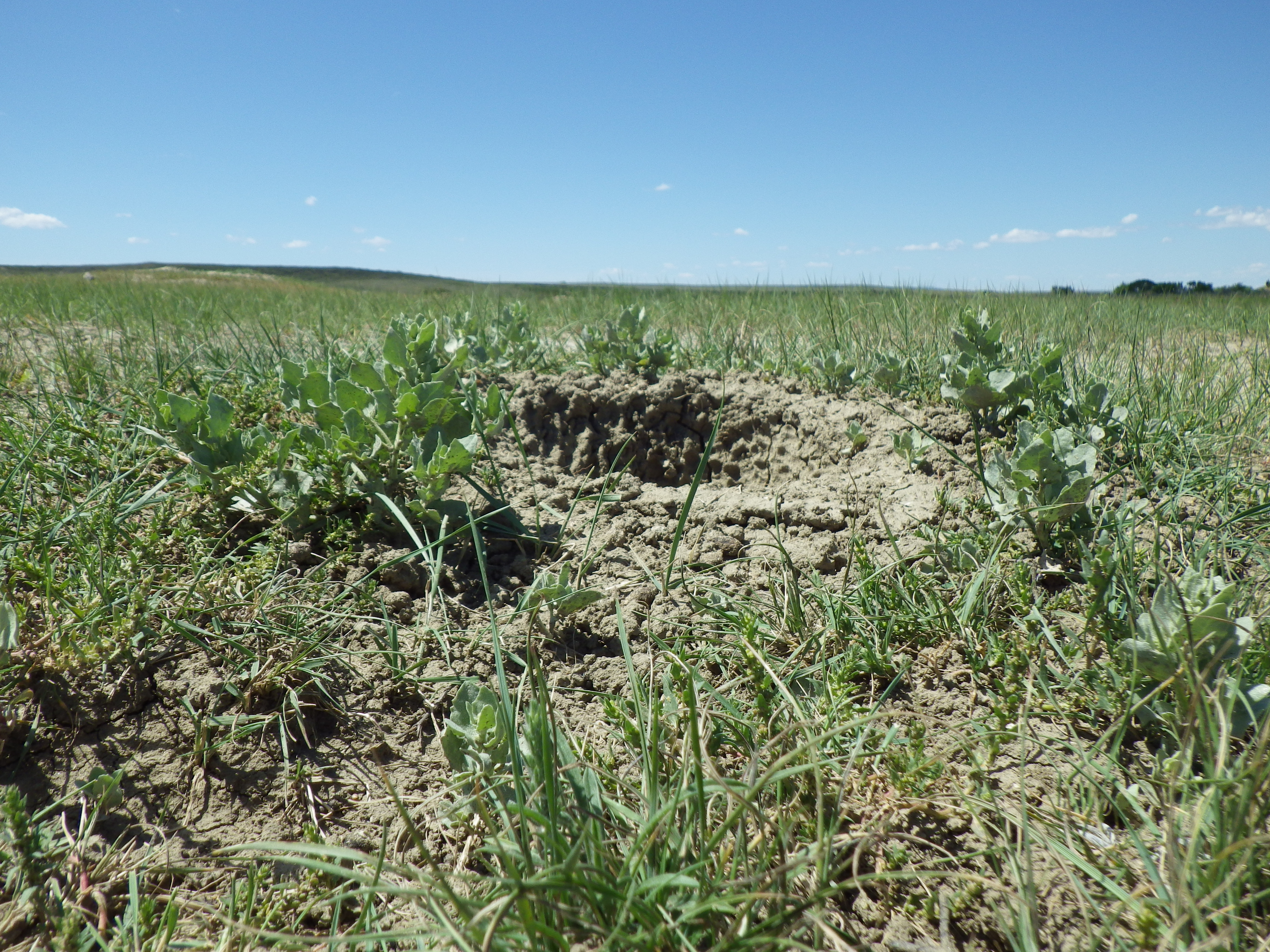
En su hábitat

## Descripción
Atriplex argentea es una hierba anual con tallos ramificados que se extienden por el suelo o llega a alcanzar una altura máxima de casi 80 centímetros.  Las hojas son triangulares de aproximadamente  1 a 4 centímetros.  El tallo y las hojas están recubiertas de escamas grises. 
La inflorescencias forman  racimos de pequeñas flores, con las flores masculinas y femeninas formando grupos separados.

## Taxonomía
Atriplex argentea fue descrita por el botánico inglés y zoólogo, Thomas Nuttall y publicado en The Genera of North American Plants 1: 198, en el año 1818.
Etimología
Atriplex: nombre genérico latino con el que se conoce a la planta.
argentea: epíteto latino  que significa "plateado.
Variedades aceptadas
- Atriplex argentea var. caput-medusae (Eastw.) Fosberg
- Atriplex argentea var. expansa (S.Watson) S.L.Welsh & Reveal
- Atriplex argentea var. hillmanii M.E.Jones
- Atriplex argentea var. longitrichoma (Stutz, G.L.Chu & S.C.Sand.) S.L.Welsh
- Atriplex argentea var. rydbergii (Standl.) S.L.Welsh

Sinonimia
- Obione argentea (Nutt.) Moq.

var. caput-medusae (Eastw.) Fosberg
- Atriplex caput-medusae Eastw.
- Atriplex saccaria var. caput-medusae (Eastw.) S.L.Welsh

var. expansa (S.Watson) S.L.Welsh & Reveal
- Atriplex expansa S.Watson
- Atriplex expansa var. mohavensis M.E.Jones
- Atriplex expansa var. trinervata (Jeps.) J.F.Macbr.
- Atriplex mohavensis (M.E.Jones) Standl.
- Atriplex sordida Standl.
- Atriplex trinervata Jeps.

var. hillmanii M.E.Jones
- Atriplex hillmanii (M.E.Jones) Standl.

var. longitrichoma (Stutz, G.L.Chu & S.C.Sand.) S.L.Welsh
- Atriplex longitrichoma Stutz, G.L.Chu & S.C.Sand.

var. rydbergii (Standl.) S.L.Welsh
- Atriplex rydbergii Standl.[8]